# Über Begriff und Gegenstand
Über Begriff und Gegenstand ist eine erkenntnistheoretische und sprachphilosophische kurze Schrift des Philosophen Gottlob Frege (1848–1925), die zu den klassischen Texten beider Disziplinen zählt.

## Entstehungskontext
Die Schrift entstand 1892 in Auseinandersetzung mit einem Aufsatz vom Benno Kerry: „Über Anschauung und ihre psychische Verarbeitung“, der damals auch von Alois Höfler rezensiert wurde. Freges Aufsatz „Über Sinn und Bedeutung“ (Sens et dénotation / Sense and Reference) nimmt den Gedankengang wieder auf.

## Inhalt
Thema der Schrift ist u. a. der semantische Unterschied, der oftmals zwischen Sätzen besteht, wenn nach Austausch eines Wortes nach wie vor der Satz denselben Wahrheitswert besitzt und über denselben Gegenstand spricht. Hierzu unterscheidet Frege zwischen „Sinn“ und „Bedeutung“ – heute spricht man meist von Intension und Extension – und präzisiert die Semantik der Termini „Begriff“ und „Gegenstand“. Besonders bekannt ist nachfolgender Auszug über die gegenstandsbezogene begriffliche Unterscheidung von Morgenstern und Venus einerseits und Planet andererseits:

„Im Satze ‚der Morgenstern ist die Venus‘ haben wir zwei Eigennamen ‚Morgenstern‘ und ‚Venus‘ für denselben Gegenstand. In dem Satze ‚der Morgenstern ist ein Planet‘ haben wir einen Eigennamen: ‚der Morgenstern‘ und ein Begriffswort: ‚ein Planet‘. Sprachlich zwar ist nichts geschehen, als dass ‚die Venus‘ ersetzt ist durch ‚ein Planet‘; aber sachlich ist die Beziehung eine ganz andere geworden. Eine Gleichung ist umkehrbar; das Fallen eines Gegenstandes unter einen Begriff ist eine nicht umkehrbare Beziehung. Das ‚ist‘ im Satze ‚der Morgenstern ist die Venus‘ ist offenbar nicht die blosse Copula, sondern auch inhaltlich ein wesentlicher Theil des Prädicats, so dass in den Worten: ‚die Venus‘ nicht das ganze Prädicat enthalten ist. Man könnte dafür sagen: ‚der Morgenstern ist nichts Anderes als die Venus‘, und hier haben wir, was vorhin in dem einfachen ‚ist‘ lag, in vier Worte auseinander gelegt, und in ‚ist nichts anderes als‘ ist nun ‚ist‘ wirklich nur noch die Copula. Was hier ausgesagt wird, ist also nicht die Venus, sondern nichts Anderes als die Venus. Diese Worte bedeuten einen Begriff, unter den freilich nur ein einziger Gegenstand fällt. Aber ein solcher Begriff muss immer noch von dem Gegenstande unterschieden werden.“